# Liverpool Football Club 2003-2004
Questa voce raccoglie le informazioni riguardanti il Liverpool Football Club nelle competizioni ufficiali della stagione 2003-2004.

## Maglie e sponsor
| Casa | Trasferta | Terza divisa |  |

## Rosa
| N. |                        | Ruolo | Calciatore       |
| -- | ---------------------- | ----- | ---------------- |
| 1  | Polonia (bandiera)     | P     | Jerzy Dudek      |
| 2  | Svizzera (bandiera)    | D     | Stéphane Henchoz |
| 3  | Irlanda (bandiera)     | D     | Steve Finnan     |
| 4  | Finlandia (bandiera)   | D     | Sami Hyypiä      |
| 5  | Rep. Ceca (bandiera)   | A     | Milan Baroš      |
| 6  | Germania (bandiera)    | D     | Markus Babbel    |
| 7  | Australia (bandiera)   | A     | Harry Kewell     |
| 8  | Inghilterra (bandiera) | A     | Emile Heskey     |
| 9  | Senegal (bandiera)     | A     | El Hadji Diouf   |
| 10 | Inghilterra (bandiera) | A     | Michael Owen     |
| 11 | Rep. Ceca (bandiera)   | C     | Vladimír Šmicer  |
| 13 | Inghilterra (bandiera) | C     | Danny Murphy     |
| 15 | Senegal (bandiera)     | C     | Salif Diao       |

| N. |                        | Ruolo | Calciatore              |
| -- | ---------------------- | ----- | ----------------------- |
| 16 | Germania (bandiera)    | C     | Dietmar Hamann          |
| 17 | Inghilterra (bandiera) | C     | Steven Gerrard          |
| 18 | Norvegia (bandiera)    | D     | John Arne Riise         |
| 20 | Francia (bandiera)     | A     | Anthony Le Tallec       |
| 21 | Mali (bandiera)        | D     | Djimi Traoré            |
| 22 | Inghilterra (bandiera) | P     | Chris Kirkland          |
| 23 | Inghilterra (bandiera) | D     | Jamie Carragher         |
| 24 | Francia (bandiera)     | A     | Florent Sinama-Pongolle |
| 25 | Croazia (bandiera)     | C     | Igor Bišćan             |
| 26 | Irlanda (bandiera)     | C     | Richie Partridge        |
| 27 | Francia (bandiera)     | D     | Grégory Vignal          |
| 28 | Francia (bandiera)     | C     | Bruno Cheyrou           |
| 29 | Francia (bandiera)     | P     | Patrice Luzi            |

## Risultati

### Premier League

#### Girone di andata
| Arbitro: | Bennett |

|                 |           |                           |
| Owen 76’ (rig.) | Marcatori | 24’ Verón 87’ Hasselbaink |

| Birmingham 24 agosto 2003, ore 14:00 WEST 2ª giornata | Aston Villa | 0 – 0 referto | Liverpool | Villa Park (42 573 spett.)\| Arbitro: \| Durkin \| |
| Arbitro:                                              | Durkin      |               |           |                                                    |

| Liverpool 27 agosto 2003, ore 20:00 WEST 3ª giornata | Liverpool | 0 – 0 referto | Tottenham | Anfield (43 778 spett.)\| Arbitro: \| Rennie \| |
| Arbitro:                                             | Rennie    |               |           |                                                 |

| Arbitro: | Riley |

|  |           |                          |
|  | Marcatori | 38’, 51’ Owen 79’ Kewell |

| Arbitro: | Barry |

|           |           |                                 |
| Jansen 7’ | Marcatori | 11’ (rig.), 67’ Owen 89’ Kewell |

| Arbitro: | Halsey |

|                            |           |          |
| Owen 20’ (rig.) Heskey 75’ | Marcatori | 90’ Bent |

| Arbitro: | Styles |

|                      |           |                     |
| Lisbie 31’, 43’, 83’ | Marcatori | 14’ Šmicer 51’ Owen |

| Arbitro: | Barber |

|            |           |                             |
| Kewell 14’ | Marcatori | 31’ (aut.) Hyypiä 68’ Pirès |

| Arbitro: | Dunn |

|           |           |  |
| Berger 4’ | Marcatori |  |

| Arbitro: | Winter |

|                                         |           |           |
| Owen 35’ Murphy 57’ Sinama-Pongolle 84’ | Marcatori | 42’ Smith |

| Arbitro: | Styles |

|          |           |                              |
| Saha 40’ | Marcatori | 17’ Heskey 89’ (rig.) Murphy |

| Arbitro: | Poll |

|            |           |                |
| Kewell 76’ | Marcatori | 59’, 70’ Giggs |

| Middlesbrough 22 novembre 2003, ore 14:00 WET 13ª giornata | Middlesbrough | 0 – 0 referto | Liverpool | Riverside Stadium (35 100 spett.) |

| Arbitro: | Barry |

|                                          |           |              |
| Gerrard 35’ (rig.) Kewell 69’ Heskey 78’ | Marcatori | 33’ Forssell |

| Arbitro: | Poll |

|                    |           |           |
| Shearer 63’ (rig.) | Marcatori | 6’ Murphy |

| Arbitro: | Durkin |

|            |           |                         |
| Heskey 75’ | Marcatori | 2’ Ormerod 64’ Svensson |

| Arbitro: | Knight |

|            |           |             |
| Miller 90’ | Marcatori | 42’ Cheyrou |

| Arbitro: | Winter |

|                                           |           |              |
| Hyypiä 30’ Sinama-Pongolle 47’ Šmicer 54’ | Marcatori | 85’ Pedersen |

| Arbitro: | Riley |

|                         |           |                       |
| Anelka 30’ Fowler 90+2’ | Marcatori | 66’ Šmicer 80’ Hamann |

#### Girone di ritorno
| Arbitro: | Dunn |

|  |           |             |
|  | Marcatori | 33’ Cheyrou |

| Arbitro: | Barber |

|                    |           |  |
| Delaney 36’ (aut.) | Marcatori |  |

| Arbitro: | Rennie |

|                                     |           |            |
| Keane 25’ (rig.) Hélder Postiga 54’ | Marcatori | 75’ Kewell |

| Liverpool 31 gennaio 2004, ore 15:00 WET 23ª giornata | Liverpool | 0 – 0 referto | Everton | Anfield (44 056 spett.)\| Arbitro: \| Bennett \| |
| Arbitro:                                              | Bennett   |               |         |                                                  |

| Arbitro: | Wiley |

|                        |           |                        |
| Hunt 11’ Djorkaeff 58’ | Marcatori | 51’ Hyypiä 69’ Gerrard |

| Arbitro: | Riley |

|                     |           |                     |
| Owen 3’ Gerrard 51’ | Marcatori | 50’ Wright-Phillips |

| Arbitro: | Knight |

|                         |           |  |
| Hamann 6’ Owen 28’, 58’ | Marcatori |  |

| Arbitro: | Durkin |

|                      |           |                      |
| Bakke 29’ Viduka 34’ | Marcatori | 21’ Kewell 42’ Baroš |

| Arbitro: | Gallagher |

|                          |           |  |
| Beattie 51’ Phillips 85’ | Marcatori |  |

| Arbitro: | Styles |

|              |           |  |
| Hyypiä 90+2’ | Marcatori |  |

| Leicester 28 marzo 2004, ore 15:00 WEST 30ª giornata | Leicester City | 0 – 0 referto | Liverpool | Leicester City Stadium (32 013 spett.)\| Arbitro: \| Dowd \| |
| Arbitro:                                             | Dowd           |               |           |                                                              |

| Arbitro: | Winter |

|                                         |           |  |
| Owen 7’, 24’ Todd 22’ (aut.) Heskey 79’ | Marcatori |  |

| Arbitro: | Wiley |

|                               |           |                    |
| Henry 31’, 50’, 78’ Pirès 49’ | Marcatori | 5’ Hyypiä 42’ Owen |

| Arbitro: | Dowd |

|  |           |              |
|  | Marcatori | 63’ Bartlett |

| Liverpool 17 aprile 2004, ore 15:00 WEST 34ª giornata | Liverpool | 0 – 0 referto | Fulham | Anfield (42 042 spett.)\| Arbitro: \| Bennett \| |
| Arbitro:                                              | Bennett   |               |        |                                                  |

| Arbitro: | Riley |

|  |           |                   |
|  | Marcatori | 63’ (rig.) Murphy |

| Arbitro: | D'Urso |

|                              |           |  |
| Murphy 50’ (rig.) Heskey 53’ | Marcatori |  |

| Arbitro: | Dunn |

|  |           |                                 |
|  | Marcatori | 29’ Owen 51’ Heskey 86’ Gerrard |

| Arbitro: | Riley |

|          |           |            |
| Owen 67’ | Marcatori | 25’ Ameobi |

### FA Cup
| Arbitro: | Barry |

|  |           |                              |
|  | Marcatori | 70’ Heskey 77’ (rig.) Murphy |

| Arbitro: | Poll |

|                 |           |           |
| Cheyrou 2’, 61’ | Marcatori | 4’ Robert |

| Arbitro: | Halsey |

|         |           |            |
| Owen 2’ | Marcatori | 77’ Taylor |

| Arbitro: | Messias |

|            |           |  |
| Hughes 72’ | Marcatori |  |

### League Cup
| Arbitro: | Riley |

|                             |           |                                              |
| Yorke 35’, 90’ Ferguson 81’ | Marcatori | 41’ (rig.) Murphy 49’, 51’ Heskey 79’ Kewell |

| Arbitro: | Riley |

|                       |           |                                           |
| Murphy 66’ Šmicer 88’ | Marcatori | 4’ Jardel 79’ Okocha 90’ (rig.) Djorkaeff |

### Coppa UEFA

#### Primo turno
| Arbitro: | Rodríguez Santiago |

|            |           |          |
| Žlogar 66’ | Marcatori | 78’ Owen |

| Arbitro: | Meßner |

|                                     |           |  |
| Le Tallec 30’ Heskey 37’ Kewell 47’ | Marcatori |  |

#### Secondo turno
| Arbitro: | Farina |

|              |           |               |
| Răducanu 69’ | Marcatori | 23’ D. Traoré |

| Arbitro: | Meyer |

|            |           |  |
| Kewell 50’ | Marcatori |  |

#### Terzo turno
| Arbitro: | Temmink |

|                        |           |  |
| Gerrard 66’ Kewell 70’ | Marcatori |  |

| Arbitro: | Fröjdfeldt |

|                          |           |                                           |
| Ivanov 27’ Simonović 40’ | Marcatori | 7’ Gerrard 11’ Owen 43’ Hamann 68’ Hyypiä |

#### Ottavi di finale
| Arbitro: | Baskakov |

|           |           |            |
| Baroš 55’ | Marcatori | 79’ Drogba |

| Arbitro: | Daudén Ibáñez |

|                      |           |            |
| Drogba 38’ Méïté 58’ | Marcatori | 15’ Heskey |